# Renn zur Million … wenn Du kannst!
Renn zur Million … wenn Du kannst! war eine Spielshow bei ProSieben, die Anfang Herbst 2019 ausgestrahlt wurde. In einem Parcours traten Läufer und Verfolger gegeneinander an. Moderiert wurde die Sendung von Daniel Aminati und Rebecca Mir, Elmar Paulke kommentiert die Läufe. Als Veranstaltungsort diente das Gelände der Henrichshütte, einem ehemaligen Hüttenwerk in Hattingen. Produziert wurde die Show von Warner Bros. ITVP Deutschland. Vorbild ist die in den Vereinigten Staaten von Fly on the Wall Entertainment produzierte Show Million Dollar Mile.

## Ablauf der Show und Regeln
Der Wettbewerb verbindet einen Hindernislauf mit einer Verfolgungsjagd. Ein Läufer muss möglichst schnell einen Parcours durchlaufen und dabei mehrere Hindernisse überwinden. Vor dem Start muss sich der Läufer fünf Hürden in einer beliebigen Reihenfolge nach seinen Stärken zusammenstellen, wobei die sechste Hürde für alle Teilnehmer dieselbe ist. Genau zwei Minuten nach dem Läufer startet ein Verfolger, der versucht, den Läufer zu fangen. Statt eines einzelnen Läufers kann auch ein Team wie bei einem Staffellauf antreten, wobei sich der Gewinn je nach Anzahl der Teammitglieder verringert.
Nach jeder erfolgreich absolvierten Hürde müssen die Läufer sich entscheiden, ob sie aufhören und den bis dahin erspielten Gewinn sichern. Wenn sie aufhören wollen, drücken sie in der sogenannten „Stahl-Allee“ einen Buzzer. Anschließend müssen sie noch die sogenannte Exit-Challenge schaffen, indem sie am Hochofen ein 43 Meter hohes Seil hochklettern, wobei sie von einem Gegengewicht in Höhe ihres eigenen Körpergewichts unterstützt werden. Wenn Läufer den Buzzer nicht drücken, müssen sie das nächste Hindernis absolvieren. Damit gehen sie ins Risiko, weil sie den gesamten erspielten Gewinn verlieren, falls sie nun von einem Verfolger gefangen werden. Eine Ausnahme gibt es bei den Einzelläufern: Ab der dritten Hürde sind die 50.000 € für den jeweiligen Läufer gesichert und dieser würde im Falle, dass er im späteren Verlauf gefangen wird, auf diesen Gewinn zurückfallen. Wer seine fünf Hürden schafft, steht am Ende noch vor einer Final-Hürde, die für den Hauptgewinn von einer Million Euro überwunden werden muss.

### Hürden
Jeder Läufer bzw. jedes Läuferteam stellt sich aus sechs zur Wahl stehenden Hürden fünf Hindernisse aus, die zu überwinden sind. Die Reihenfolge kann vor dem Start beliebig festgelegt werden. Hinzu kommen die Exit-Hürde zur Sicherung des bis dahin erspielten Geldbetrags und die Final-Hürde.
- Walzwerk: rotierende Rollen und Schwebebalken
- Stahl-Dschungel: flexible, senkrechte Stangen
- Stahlbohrer: spiralförmig angeordnete Plattformen bis in 15 Meter Höhe
- Siedebecken: 20-Meter-Schwimmbecken und eine Kletterwand mit Überhang
- Mauerwerk: Labyrinth aus Mauern mit unterschiedlich breiten Trittbrettern
- Förderturm: Kletterturm mit waagrechten Sprossen
- Exit-Challenge: 43 Meter langes Seil am Hochofen
- Final-Hindernis

### Gewinnstufen
Der mögliche Gewinn reicht bei einem einzelnen Läufer bis zu der im Sendungstitel genannten Million Euro. Wenn Teams antreten, werden die Gewinnsummen durch die Anzahl der Teilnehmer geteilt, also bei zwei Läufern halbiert usw.
| Hürde | 1 Läufer    | 2 Läufer  | 3 Läufer  | 4 Läufer  |
| ----- | ----------- | --------- | --------- | --------- |
| 1     | 10.000 €    | 5.000 €   | 3.333 €   | 2.500 €   |
| 2     | 25.000 €    | 12.500 €  | 8.333 €   | 6.250 €   |
| 3     | 50.000 € 1  | 25.000 €  | 16.666 €  | 12.500 €  |
| 4     | 100.000 €   | 50.000 €  | 33.333 €  | 25.000 €  |
| 5     | 250.000 €   | 125.000 € | 83.333 €  | 62.500 €  |
| 6     | 1.000.000 € | 500.000 € | 333.333 € | 250.000 € |

### Verfolger
Es gibt insgesamt zehn Verfolger.
- Fabian Hambüchen aus Wetzlar: Kunstturner und Olympiasieger am Reck
- Anna Donauer aus Wien: Crossfit-Profi und -Coach
- Lukas Storath aus Würzburg: Polizist und Hyrox-Weltmeister
- Pia Wagner aus Bochum: Profi im Obstacle Course Racing, WM-Teilnehmerin und Drittplatzierte im Team bei der Europameisterschaft
- Carina Bungard aus Köln: Team-Europameisterin im Obstacle Course Racing
- Roman Deisenhofer aus Königsbrunn: Profi-Triathlet und deutscher Vizemeister über die Mitteldistanz
- Charles Franzke aus Rudolstadt: Extrem-Hindernisläufer und jüngster deutscher Sieger des Gettingtough – The Race
- Astrid Vliegen aus Büllingen: Zweifache belgische Landesmeisterin im Skilanglauf, Spartan Race Elite Athletin und Weltmeister-Teilnehmerin im Obstacle Course Racing.
- Alex Schmitt aus Würzburg: Crossfit-Profi und „Battle the Beach“-Sieger
- Harun Özdemir aus Delbrück: Mehrfacher deutscher Meister im Taekwondo

## Ausgaben
In der ersten Sendung traten insgesamt 14 Läufer an, wobei von diesen fünf alleine und die restlichen zehn auf drei Teams verteilt antreten.
|                 | Teilnehmer       | Teilnehmer                        | Teilnehmer                        | Teilnehmer                        | Teilnehmer                        | Teilnehmer    | Teilnehmer        | Teilnehmer        | Teilnehmer      | Teilnehmer      | Teilnehmer   | Teilnehmer        | Teilnehmer        | Teilnehmer        |
| --------------- | ---------------- | --------------------------------- | --------------------------------- | --------------------------------- | --------------------------------- | ------------- | ----------------- | ----------------- | --------------- | --------------- | ------------ | ----------------- | ----------------- | ----------------- |
| Name / Team     | Daniel           | Team „Für alle Fälle Pflegefälle“ | Team „Für alle Fälle Pflegefälle“ | Team „Für alle Fälle Pflegefälle“ | Team „Für alle Fälle Pflegefälle“ | Samuel        | Team „Die Beigls“ | Team „Die Beigls“ | Sandra Kiriasis | Tim             | Mario Basler | Team „Crew 10“    | Team „Crew 10“    | Team „Crew 10“    |
| Name / Team     | Daniel           | Martina                           | Nicole                            | Annkatrin                         | Tanjana                           | Samuel        | Bernd             | Freija            | Sandra Kiriasis | Tim             | Mario Basler | Robin             | Jan               | Dimitrij          |
| Alter           | 33               | 39                                | 26                                | 31                                | 35                                | 23            | 51                | 22                | 44              | 20              | 50           | 27                | 24                | 29                |
| Wohnort         | Köln             | Neustadt                          | Stadthagen                        | Petershagen                       | Stolzenau                         | Zofingen      | Augsburg          | Augsburg          |                 | Bonn            |              | Schüttorf         | Schüttorf         | Schüttorf         |
| Verfolger       | Fabian Hambüchen | Astrid Vliegen                    | Astrid Vliegen                    | Astrid Vliegen                    | Astrid Vliegen                    | Harun Özdemir | Carina Bungard    | Carina Bungard    | Pia Wagner      | Charles Franzke | Anna Donauer | Roman Deisenhofer | Roman Deisenhofer | Roman Deisenhofer |
| Erreichte Hürde | 3                | 1                                 | 1                                 | 1                                 | 1                                 | 4 + Exit      | 2 + Exit          | 2 + Exit          | 2               | 2 + Exit        | 1 + Exit     | 2                 | 2                 | 2                 |
| Gewinn          | –                | –                                 | –                                 | –                                 | –                                 | 100.000 €     | 12.500 €          | 12.500 €          | –               | 25.000 €        | –            | –                 | –                 | –                 |

In der zweiten Sendung traten insgesamt zehn Läufer an: ein Zweier Team und acht Einzelläufer.
|                 | Teilnehmer        | Teilnehmer     | Teilnehmer   | Teilnehmer    | Teilnehmer           | Teilnehmer           | Teilnehmer      | Teilnehmer   | Teilnehmer     | Teilnehmer       |
| --------------- | ----------------- | -------------- | ------------ | ------------- | -------------------- | -------------------- | --------------- | ------------ | -------------- | ---------------- |
| Name / Team     | Florian           | Shirin         | Silke        | Steve         | 2-er Team „Lobinger“ | 2-er Team „Lobinger“ | Andreas         | Susanna      | Carolin        | Pascal Kappés    |
| Name / Team     | Florian           | Shirin         | Silke        | Steve         | Tyger                | Tim                  | Andreas         | Susanna      | Carolin        | Pascal Kappés    |
| Alter           | 28                | 36             | 22           | 23            | 22                   | 47                   | 39              | 28           | 24             | 28               |
| Wohnort         | Hamburg           | Köln           | München      | Berlin        |                      |                      | Leverkusen      | Hamburg      | Hamburg        | Köln             |
| Verfolger       | Roman Deisenhofer | Carina Bungard | Anna Donauer | Lukas Storath | Alex Schmitt         | Alex Schmitt         | Charles Franzke | Anna Donauer | Astrid Vliegen | Fabian Hambüchen |
| Erreichte Hürde | 3                 | 1              | 1 + Exit     | 1             | 2 + Exit             | 2 + Exit             | 4               | 1            | 1              | 2 + Exit         |
| Gewinn          | 50.000 €          | –              | 10.000 €     | –             | –                    | –                    | 50.000 €        | –            | –              | –                |

In der dritten Sendung traten insgesamt 13 Läufer an: ein Dreier Team, drei Zweier Teams und vier Einzelläufer.
|                 | Teilnehmer      | Teilnehmer      | Teilnehmer   | Teilnehmer          | Teilnehmer          | Teilnehmer    | Teilnehmer      | Teilnehmer      | Teilnehmer      | Teilnehmer      | Teilnehmer             | Teilnehmer             | Teilnehmer       |
| --------------- | --------------- | --------------- | ------------ | ------------------- | ------------------- | ------------- | --------------- | --------------- | --------------- | --------------- | ---------------------- | ---------------------- | ---------------- |
| Name / Team     | Team „Bachelor“ | Team „Bachelor“ | Sajeh        | Team „Father & Son“ | Team „Father & Son“ | Kevin         | Konstantin      | Team „Twisters“ | Team „Twisters“ | Team „Twisters“ | Team „Wrestling Power“ | Team „Wrestling Power“ | Kenan            |
| Name / Team     | Jennifer        | Andrej          | Sajeh        | Peter               | Lasse               | Kevin         | Konstantin      | Vanessa         | Denise          | Miriam          | Benedikt               | Thomas                 | Kenan            |
| Alter           | 25              | 32              | 30           | 51                  | 21                  | 22            | 31              | 22              | 24              | 26              | 25                     | 46                     | 33               |
| Wohnort         |                 |                 | Wien         | Bochum              | Bochum              | Mechernich    | München         | Köln            | Köln            | Köln            | Zürich                 | Thun                   | Wien             |
| Verfolger       | Pia Wagner      | Pia Wagner      | Anna Donauer | Fabian Hambüchen    | Fabian Hambüchen    | Harun Özdemir | Charles Franzke | Astrid Vliegen  | Astrid Vliegen  | Astrid Vliegen  | Carina Bungard         | Carina Bungard         | Fabian Hambüchen |
| Erreichte Hürde | 2               | 2               | 1 + Exit     | 4                   | 4                   | 1 + Exit      | 3               | 2               | 2               | 2               | 2                      | 2                      | 4                |
| Gewinn          | –               | –               | 10.000 €     | –                   | –                   | –             | 50.000 €        | –               | –               | –               | –                      | –                      | 50.000 €         |

In der vierten Sendung traten insgesamt 13 Läufer an: ein Vierer Team, ein Zweier Team und sechs Einzelläufer.
|                 | Teilnehmer   | Teilnehmer     | Teilnehmer              | Teilnehmer              | Teilnehmer     | Teilnehmer      | Teilnehmer      | Teilnehmer               | Teilnehmer               | Teilnehmer               | Teilnehmer               | Teilnehmer    | Teilnehmer   |
| --------------- | ------------ | -------------- | ----------------------- | ----------------------- | -------------- | --------------- | --------------- | ------------------------ | ------------------------ | ------------------------ | ------------------------ | ------------- | ------------ |
| Name / Team     | Sascha       | Sayana         | Team „Feuer und Flamme“ | Team „Feuer und Flamme“ | Alicia Melina  | Robert          | Marcellino      | Team „Alpha Rudel“       | Team „Alpha Rudel“       | Team „Alpha Rudel“       | Team „Alpha Rudel“       | Nino          | Maic         |
| Name / Team     | Sascha       | Sayana         | Andreas                 | Nico                    | Alicia Melina  | Robert          | Marcellino      | Marcel                   | Christian                | Adrian                   | Leon                     | Nino          | Maic         |
| Alter           | 27           | 21             | 34                      | 40                      | 31             | 37              | 26              | 30                       | 26                       | 21                       | 23                       | 31            | 29           |
| Wohnort         | Stuttgart    | Grevenbroich   | Eschweiler              | Eschweiler              | Buchholz       | Rügen           | Mönchengladbach | Düsseldorf, Essen & Köln | Düsseldorf, Essen & Köln | Düsseldorf, Essen & Köln | Düsseldorf, Essen & Köln | Dreieich      | Hamburg      |
| Verfolger       | Alex Schmitt | Astrid Vliegen | Lukas Storath           | Lukas Storath           | Carina Bungard | Charles Franzke | Harun Özdemir   | Charles Franzke          | Charles Franzke          | Charles Franzke          | Charles Franzke          | Lukas Storath | Alex Schmitt |
| Erreichte Hürde | 3            | 1              | 2 + Exit                | 2 + Exit                | 1 + Exit       | 2 + Exit        | 4               | 2                        | 2                        | 2                        | 2                        | 2 + Exit      | 1 + Exit     |
| Gewinn          | –            | –              | 12.500 €                | 12.500 €                | –              | 25.000 €        | 50.000 €        | –                        | –                        | –                        | –                        | –             | 10.000 €     |

## Rezeption

### Einschaltquoten
| Folge | Datum              | Zuschauer | Zuschauer       | Marktanteil | Marktanteil     | Quelle               |
| Folge | Datum              | Gesamt    | 14 bis 49 Jahre | Gesamt      | 14 bis 49 Jahre | Quelle               |
| ----- | ------------------ | --------- | --------------- | ----------- | --------------- | -------------------- |
| 1     | 10. September 2019 | 1,11 Mio. | 0,70 Mio.       | 4,2 %       | 8,5 % a         | [ 8 ] [ 9 ] [ 10 ]   |
| 2     | 17. September 2019 | 0,79 Mio. | 0,46 Mio.       | 3,0 %       | 5,4 %           | [ 11 ]               |
| 3     | 24. September 2019 | 1,01 Mio. | 0,61 Mio.       | 3,7 %       | 7,3 %           | [ 12 ]               |
| 4     | 1. Oktober 2019    | 0,74 Mio. | 0,50 Mio.       | 2,7 %       | 5,6 %           | [ 13 ] [ 14 ] [ 15 ] |

### Kritik
Nach der ersten Ausgabe schrieb Thomas Lückerath bei DWDL.de, die Show sei der „bislang vernünftigste Versuch von ProSieben, einen Fuß in die Tür des Genres der Physical Gameshows zu bekommen“. Allerdings werde das „im Vergleich [zu anderen Shows] wirklich weitaus spektakulärere Setting […] nicht gut genug in Szene gesetzt“. Auch „das völlig überdrehte Anfeuern“ durch Aminati und Details wie fehlende Einblendungen kritisierte der Rezensent.
Fabian Neveling lobte bei Quotenmeter die Kulisse, die Aufnahmen der Kamera-Drohnen und „die Übersicht im Showverlauf“. Er kritisiert ebenfalls die „penetranten Motivationsschübe des Moderators“ und vermisst vor allem die Spannung: „Trotz der durchaus ansehnlichen Hindernisse und der damit verbundenen sportlichen Aktivitäten der Akteure, fehlt der letzte Funke, der zum Mitfiebern verleitet.“